# Ifrita kowaldi
La ifrita (Ifrita kowaldi) es una especie de ave de la familia Ifritidae.
Es un ave pequeña insectívora, endémica de los bosques húmedos de Nueva Guinea. Mide hasta 16.5 cm de largo y su plumaje es amarillento pardo con una coronilla azul y negra. El macho posee una raya blanca detrás de su ojo, mientras que la hembra es de color amarillo pálido. Se desplaza por troncos y ramas en búsqueda de insectos.
La ifrita es el único miembro del género Ifrita, el cual históricamente había sido ubicado en la familia Cinclosomatidae o la Monarchidae. En la actualidad se considera que es más correcto ubicarlo en una familia propia, Ifritidae. Esta ave enigmática es una de tres géneros de aves que se conocen de aves tóxicas, los otros son el género Pitohui, también nativo de Nueva Guinea, y el picanzo chico (Colluricincla).